# 雷爾頓報告
雷爾頓報告（英語：Reardon Report）是1966年由美國律師協會（American Bar Association）所發表的，該份報告中認為新聞界在報導犯罪新聞時，必須在社會大眾知的權利以及涉案嫌犯接受公平審判的權力之間取得平衡點。而平衡此二種基本人權的方式，則是在新聞報導中做出取捨，僅報導「應報導事項」，避免報導「不應報導事項」。

## 雷爾頓報告認為犯罪新聞中的應報導事項
1. 涉案嫌犯的姓名。
2. 涉案嫌犯的年齡。
3. 涉案嫌犯的職業。
4. 涉案嫌犯的婚姻狀況。
5. 涉案嫌犯的被捕原因。
6. 涉案嫌犯的被捕地點與時間。
7. 調查或逮捕涉案嫌犯的機構。
8. 逮捕涉案嫌犯的過程。
9. 嫌犯是否擁有武器。
10. 指出嫌犯是否使用其所擁有的武器。

## 雷爾頓報告認為犯罪新聞中的不應報導事項
1. 指稱涉案嫌犯處及其所被指控的罪嫌。
2. 有關嫌犯人格與聲譽的報導。
3. 有關嫌犯過去的犯罪紀錄。
4. 有關嫌犯的供詞或自白。
5. 有關證人或證詞可信度的報導。
6. 有關司法機關檢驗結果的報導。